# Jegor Iljics Tyitov
Jegor Iljics Tyitov (orosz nyelven: Егор Ильич Титов; Moszkva, 1976. május 29. –), volt orosz válogatott labdarúgó, csatár, edző.

## Pályafutása
Tyitov pályafutása legsikeresebb időszakát a Szpartak Moszkva csapatánál töltötte. 1995-ben került fel a felnőttek közé és a következő években egymást követő hat idényben segítette bajnoki címhez a klubot. 1998-ban és 2000-ben az Év orosz labdarúgója díjat is elnyerte, és pályára lépett a 2002-es világbajnokságon is. A válogatottban addigra már több mint 30 alkalommal lépett pályára, de a 2004-es Európa-bajnoki selejtezők során a Wales elleni Play Off mérkőzés előtt tiltott szert találtak a szervezetében és 12 hónapra eltiltották. Később Artyom Katyulint, a Szpartak erőnléti edzőjét hibáztatták a történtekért és egy 2008-as interjúban maga Tyitov is megerősítette ezt a feltételezést a Szovetszkij Szport-nak.  Miután az eltiltása lejárt, továbbra is meghatározó tagja maradt a moszkvai csapatnak és rendszeresen szerepelhetett a Bajnokok Ligájában is.
Pletykák szerint 2002-ben közel volt ahhoz, hogy az Atlético Madridhoz igazoljon, de végül meggondolta magát.
2007-ben, bár alapembernek volt mondható a nemzeti csapatnál is, mégis viharos körülmények között búcsúzott a szbornajától; az észtek elleni 2008-as Európa-bajnoki selejtező előtt elhagyta a csapat edzőtáborát és a mérkőzésen sem volt hajlandó játszani, mondván felesége mindenórás terhes és több időt szeretne vele lenni. 
Formaingadozása és fegyelmezetlenségei miatt 2008-ban elhagyta a Szpartak Moszkvát és az FK Himki játékosa lett. Nem sok időt töltött itt, 2009-ben az újonnan alakult kazah Lokomotiv Asztanához szerződött, elsősorban, hogy újra együtt játszhasson egykori csapattársával, Andrej Tyihonovval.
Tyitov 2010-ben ugyan visszavonult a labdarúgástól, de 2012-ben, az Arszenal Tula amatőrcsapatában pályára lépett az orosz negyedosztályban. Itt egykori válogatott csapattársa, Dmitrij Alenyicsev volt az edzője, később pedig együtt dolgoztak a Szpartak Moszkvánál is.

## Sikerei, díjai
- Orosz bajnok: 1996, 1997, 1998, 1999, 2000, 2001
- Orosz labdarúgókupa-győztes: 1998, 2003
- Függetlenségi Államok Közösségének kupája-győztes: 1999, 2000, 2001

## Külső hivatkozások
- Tyitov hivatalos honlapja (oroszul)
- Profilja a Szpartak honlapján (oroszul)
- Profilja és interjú (oroszul)
- Jegor a Szpartaknál